# Truesdale (Misuri)
Truesdale es una ciudad ubicada en el condado de Warren en el estado estadounidense de Misuri. En el Censo de 2010 tenía una población de 732 habitantes y una densidad poblacional de 219,43 personas por km².

## Geografía
Truesdale se encuentra ubicada en las coordenadas 38°48′47″N 91°7′22″O / 38.81306, -91.12278. Según la Oficina del Censo de los Estados Unidos, Truesdale tiene una superficie total de 3.34 km², de la cual 3.29 km² corresponden a tierra firme y (1.32%) 0.04 km² es agua.

## Demografía
Según el censo de 2010, había 732 personas residiendo en Truesdale. La densidad de población era de 219,43 hab./km². De los 732 habitantes, Truesdale estaba compuesto por el 87.7% blancos, el 5.6% eran afroamericanos, el 0.96% eran amerindios, el 0.55% eran asiáticos, el 0.41% eran isleños del Pacífico, el 1.37% eran de otras razas y el 3.42% pertenecían a dos o más razas. Del total de la población el 3.28% eran hispanos o latinos de cualquier raza.